# إفرايم ليسينغ
غوتهولد إفرايم ليسينغ (بالألمانية: Gotthold Ephraim Lessing) كاتب، وفيلسوف، وكاتب مسرحي، وناقد فني ألماني (22 يناير 1729-15 فبراير 1781) هو أحد أهم ممثلي عصر التنوير، مسرحياته وكتاباته النظرية أثرت بصورة كبيرة على تطور الأدب الألماني.

## حياته
ولد ليسينغ في كمينز Kamenz وهي بلدة صغيرة في ولاية سكسونيا. والده كان رجل دين وكاتب. بعد دخوله مدرسة لاتينية في كمينز (من سنة 1737 فصاعدا)، ومدرسة ساكسونيا الفيدرالية "Sächsisches Landesgymnasium Sankt Afra" في ميسين "Meissen" (من 1741 فصاعدا) درس اللاهوت والطب في لايبزيغ (1746-1748).
من 1748-1760 كان يعيش في لايبزغ وبرلين وعمل كناقد ومحرر للجريدة الفوسية (Vossische Zeitung). في 1752 حصل على درجة الماجستير في فيتنبرغ.و من 1760-1765 كان يعمل في بريسلاو (الآن وارسو) سكرتيرا للجنرال تاونتزيان (Tauentzien). في عام 1765 عاد إلى برلين، إلا أن تركه مرة أخرى في عام 1767 للعمل لمدة ثلاث سنوات كمستشار في المسرح الألماني الوطني في مدينة هامبورغ.هناك التقى إيفا كونغ (Eva König)،زوجته في المستقبل.
في عام 1770 ليسينغ أصبح صاحب مكتبة هرتزوغ أغسط في ولفنبوتل (Wolfenbüttel). عمله هناك كان قد انقطع بسبب أسفاره.مثلا في عام 1775 عندما سافر إلى إيطاليا برفقة الأمير ليوبولد. ليسينغ كان مؤيدا قويا للماسونية
عام 1776 تزوج إيفا كونيغ، الذي كانت أرملة، في "Jork" (بالقرب من هامبورغ). توفيت في 1778. 15 شباط / فبراير 1781، ليسينغ (52 عاما)، توفي خلال زيارة قام بها إلى تاجر النبيذ "Angott" في براونشفايغ.

## أعماله
أظهر ليسينغ في بداية حياته اهتمامًا بالمسرح. حاول في كتاباته النظرية والنقدية عن الموضوع -كمسرحياته الخاصة- المساهمة في تطوير نوع جديد من المسرح في ألمانيا. ولجأ في هذا الخصوص إلى نظرية الأدبية السائدة حينذاك لغوتشيد وأتباعه. حوى عمله دراماتورجيا هامبورغ نقدًا لمسرحيات كانت تؤدى على مسرح هامبورغ، ولكن بعد التعامل مع الممثلين والممثلات غير الراضين، أعاد ليسينغ إخراج كتاباته لتصبح أميل لأن تكون تحليلًا للاستخدامات الصحيحة للدراما. أيد ليسينغ تعريفات أرسطو للدراما (الصراع) في كتابه فن الشعر. كان مؤمنًا بأن الأكاديمية الفرنسية أبخست استخدامات الدراما حقها من خلال قواعدها النيوكلاسيكية (التقليدية الجديدة) الشكلية والمتعلقة بفصل الأنواع. أثر ترداده لآرائه بهذا الشأن على ممارسي المسرح الذين بدأوا حركة لرفض قواعد المسرح عرفت باسم شتورم أوند درانغ (ألمانية) أي («الإعصار والإجهاد»). كان أيضًا من مناصري التلقي الجاد لأعمال شيكسبير. عمل مع الحديد من المجموعات المسرحية (مثل «دي نويبرين»).
حاول في هامبورغ مع آخرين إقامة المسرح الألماني الوطني. تظهر أعماله اليوم كنماذج أولية للدراما الألمانية البرجوازية التي تطورت لاحقًا. يرى الباحثون الآنسة سارا سامبسون وإيميليا غالوتي من بين أولى التراجيديات البورجوازية، ويعدون مينا فون بارنهيلم (مينا  البارنهلمية) نموذجًا احتذته العديد من الكوميديات الألمانية، وناثان دير فّايزه (ناثان الحاكيم) أول دراما أفكار («إيديندراما - Ideendrama») ألمانية. كتاباته النظرية لاوكون ودراماتورجيا هامبورغ وضعت المعايير التي قامت عليها مسألة المبادئ الجمالية والأدبية النظرية. كان ليسينغ يدعو إلى قيام الدراماتورجيين (العاملين في الدراما) بعملهم بالعمل مباشرةً مع شركات المسارح بدلًا من العمل في العزلة.
في كتاباته الدينية والفلسفية دافع عن حق المؤمن المسيحي في حرية الفكر. وجادل ضد الاعتقاد بالوحي والتمسك بالتفسير الحرفي للإنجيل كما تدعو التعاليم الأرثوذكسية السائدة في مسألة دعيت لاحقًا باسم خندق ليسينغ. حدد ليسينغ المفهوم الديني «لإثبات القوة»: كيف يمكن للمعجزات أن تظل مستخدمة كأساس للمسيحية ونحن لا نمتلك أدلة على المعجزات؟ الحقائق التاريخية محط الشك لا يمكن أن تستخدم لإثبات الحقائق الميتافيزيقية (كوجود الإله). كما يقول ليسينغ: «هذا إذن هو الخندق العظيم القبيح الذي لا يمكنني عبوره، مهما حاولت وكيفما حاولت أن أقفز تلك القفزة بكل إصراري».
في الفترة الأخيرة من حياته، أكب ليسينغ على تقييم مكثف للدين وعلم اللاهوت. أجرى العديد من دراساته عن طريق قراءة مخطوطات وجدها أثناء عمله في مكتبة. خلال عمله لصالح الدوق، كون علاقة وطيدة مع عائلة تدعى رايماروس. امتلكت العائلة مخطوطة غير منشورة لهيرمان صموئيل رايماروس هاجم فيها تاريخية الوحي المسيحي. رغم اعتراض أخيه كارل غوتهيلف ليسينغ، فقد بدأ بنشر أجزاء من المخطوطة في كتيبات عرفت باسم فصول لمؤلف غير معروف. أطلقت الكتيبات المثيرة للجدل نقاشات محتدة بينه وبين لاهوتي آخر، يوهان ميلكيور غوتزه. خوفًا من تشويه سمعته، طلب غوتزه من الحكومة وضع حد للمشادة الكلامية بينهما، وأسكت ليسينغ بواسطة قانون سلبه حرية الكلام بدون رقابة.
ردًّا على ذلك، اعتمد ليسينغ على مهاراته في الكتابة المسرحية ليكتب ما يعد دون شك أكثر مسرحياته تأثيرًا، ناثان الحكيم. في المسرحية، يظهر ليسينغ توترًا بين اليهودية والإسلام والمسيحية عن طريق جعل إحدى الشخصيات تسأل ناثان عن الدين الأكثر أصالة. يتجنب ناثان السؤال عن طريق سرد حكاية رمزية عن الحلقات الثلاث، ما يلمح لفكرة عدم وجود دين محدد هو «الدين الصحيح». تمثلت أفكار التنوير التي اعتنقها ليسينغ بشدة في «مثال الإنسانية» الذي اقترحه، وينص على أن الدين نسبي لقدرة الفرد على التفكير المنطقي. تعتبر ناثان الحكيم أول مثال على «أدب الإنسانية» الألماني. كابن للتنوير، آمن ليسينغ «بمسيحية المنطق العقلاني»، والتي توجه نفسها بروح الدين. آمن أن المنطق الإنساني (المنطلق من النقد والاعتراض) سيتطور، حتى دون الوحي المقدس. يبين موقفه بتوسع ووضح في كتابه تعليم البشرية (Die Erziehung des Menschengeschlechts).
فكرة الحرية (حرية المسرح ضد سيطرة النموذج الفرنسي، وحرية الدين من الدوغماتية الكنسية) هي موضوعه المحوري في مجمل حياته. لذلك وقف أيضًا مع تحرير الطبقتين الوسطى والثرية من تقرير النبلاء مصائرهم عنهم.
نشد في وجوده الأدبي الخاص أيضًا الاستقلال. ولكن كان من الصعب الإبقاء على مثله عن الحياة الممكنة لكاتب حر في وجه القيود الاقتصادية التي واجهها. فشل مشروعه في جعل الكاتبين ينشرون أعمالهم بأنفسهم، والذي حاول تحقيقه في هامبورغ مع سي. ج. بود.

ليسينغ مهم كناقد أدبي بسبب عمله لاوكون: مقالة في حدود الرسم والشعر. في هذا العمل، جادل ضد أخذ مقولة هوراس (كما الرسم، كذلك هو الشعر – باللاتينية: ut pictura poesis) منظورًا للأدب. بمعنى آخر، فقد اعترض على محاولة كتابة الشعر باستخدام نفس الأدوات التي يستخدمها المرء في الرسم. بل لكل من الرسم والشعر حسب رأيه شخصيته الخاصة (الشعر ممتد في الزمان، والرسم ممتد في المكان). هذا يتعلق بانقلاب ليسينغ على الكلاسيكية الفرنسية إلى المحاكاة الأرسطية المذكورة أعلاه.

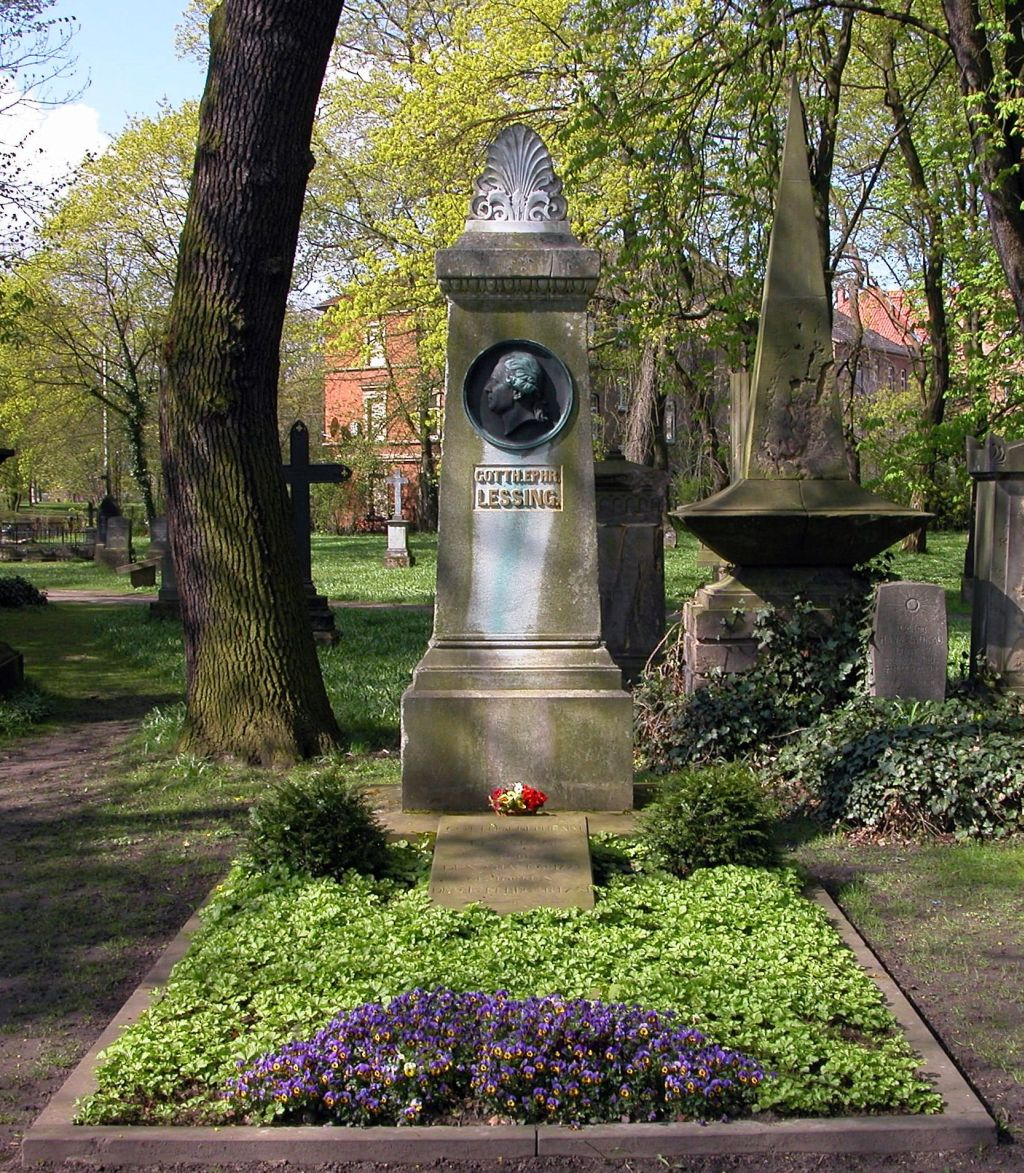
قبره في براونشفايغ

## معلومات
ليسينج كان شاعرا فيلسوفا وناقدا.بالنسبة له هذه الحقيقة لم تكون أبدا صلبة أو شيء يمكن أن يكن مملوكة من قبل شخص ما، ولكن دائما في عملية الاقتراب.
في وقت مبكر من حياته، أبدى ليسينغ اهتماما في المسرح.في كتاباته النظرية والحاسمة بشأن هذا الموضوع، كما في مسرحياته الخاصة حاول أن يسهم في تطوير مسرح برجوازي جديد في ألمانيا.وبذلك تحول ضد نظرية غوتشيد (Gottsched) الأدبية السائدة وأتباعه.
ولا سيما أنه انتقد التقليد البسيط للالمثال الفرنسية وصدر دعوات لتذكر النظريات الكلاسيكية لأرسطو وأعمال شكسبير. ليسينغ كان يعمل مع العديد من الفرق المسرحية (Neuberin etc)

## أعمال مختارة
- العالم الشاب (Der junge Gelehrte) (1748)
- المفكر الحر (Der Freigeist) (1749)
- اليهود (Die Juden) (1749)
- فيلوتاس (Philotas) (1759)
- إيميليا جالوتي (1772)
- ناثان الحكيم (Nathan der Weise) (1779)
- تعليم البشر (Die Erziehung des Menschengeschlechts) (1780)